# Juan Santamarías internationella flygplats
Juan Santamarías internationella flygplats (IATA: SJO, ICAO: MROC) (spanska: Aeropuerto Internacional Juan Santamaría) är den huvudsakliga flygplatsen som betjänar staden San José i Costa Rica. Flygplatsen är belägen nära staden Alajuela, 20 km väst om San José. Den är uppkallad efter Costa Ricas nationalhjälte, Juan Santamaría.
Flygplatsen är en hubb för det lokala flygbolaget Nature Air samt flygbolaget Sansa Airlines. Den är även en fokusort för flygbolagen Copa Airlines och Avianca. Flygplatsen var länge landets enda internationella flygplats, men nuförtiden finns även Daniel Oduber Quirós internationella flygplats.